# Zaleptus hoogstraali
Zaleptus hoogstraali is een hooiwagen uit de familie Sclerosomatidae.